# Altdorf bei Nürnberg
Altdorf bei Nürnberg este o localitate urbană de tip târg, un oraș din Franconia Mijlocie, landul Bavaria, Germania.